# Pawlasówka

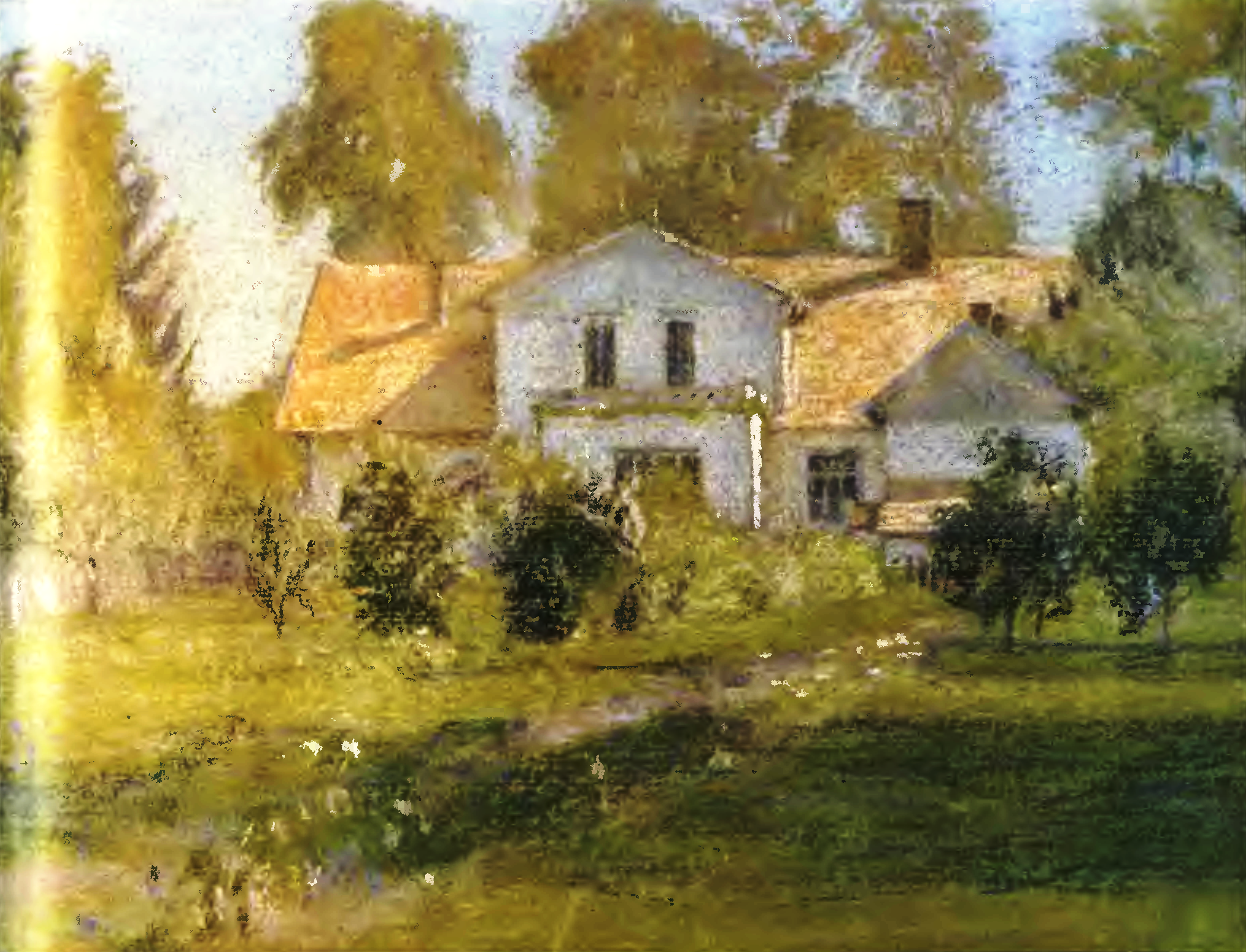
Pawlasówka na obrazie Mariana Ruzamskiego

Pawlasówka – salon literacki funkcjonujący w Tarnobrzegu w dwudziestoleciu międzywojennym i środowisko z nim związane.

## Historia
Pawlasówka była budynkiem należącym do Eugeniusza Pawlasa i jego żony Janiny Strzyżowskiej, który znajdował się na ulicy Mickiewicza w Tarnobrzegu. Budynek został kupiony przez Pawlasa od Zdzisława Tarnowskiego, a wyremontowany w latach 20. XX wieku. W budynku powstał salon literacki, w którym bywali artyści (głównie malarze i literaci) oraz przedstawiciele miejscowej inteligencji. Przy budynku zbudowano kort tenisowy. W dwudziestoleciu międzywojennym w Pawlasówce pomieszkiwali Marian Ruzamski, Stefan Żechowski, Emil Zegadłowicz i Andrzej Piwowarczyk. W 1937 roku po śmierci Eugeniusza Pawlasa zmalała intensywność życia artystycznego w Pawlasówce. W 1939 roku budynek został uszkodzony w wyniku wybuchu bomby. W 1944 roku w budynku zakwaterowani zostali radzieccy oficerowie. Po wojnie budynek podupadał; w 1964 roku został wyburzony, a na jego miejscu powstał blok mieszkalny.

## Artyści powiązani z Pawlasówką
Do artystów powiązanych z Pawlasówką należeli:
- Marian Ruzamski
- Stanisław Szukalski
- Stefan Żechowski
- Andrzej Piwowarczyk
- Stanisław Piętak
- Emil Zegadłowicz

Ze środowiskiem Pawlasówki korespondowali m.in. Tadeusz Boy-Żeleński (prywatnie wujek Janiny Strzyżowskiej) oraz Julian Tuwim.